# Minerva-szobor (Guadalajara)
A Minerva-szobor a mexikói Guadalajara város egyik híres köztéri alkotása. Amellett, hogy kedvelt turisztikai célpont, a helyieknek is gyakori találkozási pontja, és többek között itt szokták rendezni a mexikói labdarúgó-válogatott és a Chivas győzelmei alkalmával tartott népünnepélyeket is.

## Története
A Joaquín Arias Méndez és Pedro Medina Guzmán által készített szobrot és a körülötte álló, Julio de la Peña építész által tervezett teret 1956-ban avatták fel Agustín Yáñez kormányzó kezdeményezésére. Bár eleinte sokak tetszését nem nyerte el, mivel szépségét nem tartották eléggé méltónak egy istennőhöz, az évek múlásával végül a legtöbben elfogadták, és mára már városszerte közkedveltté vált. 2016 júliusától kezdve Karla Jáuregui Arreola restaurátor vezetésével felújították.

## Képek

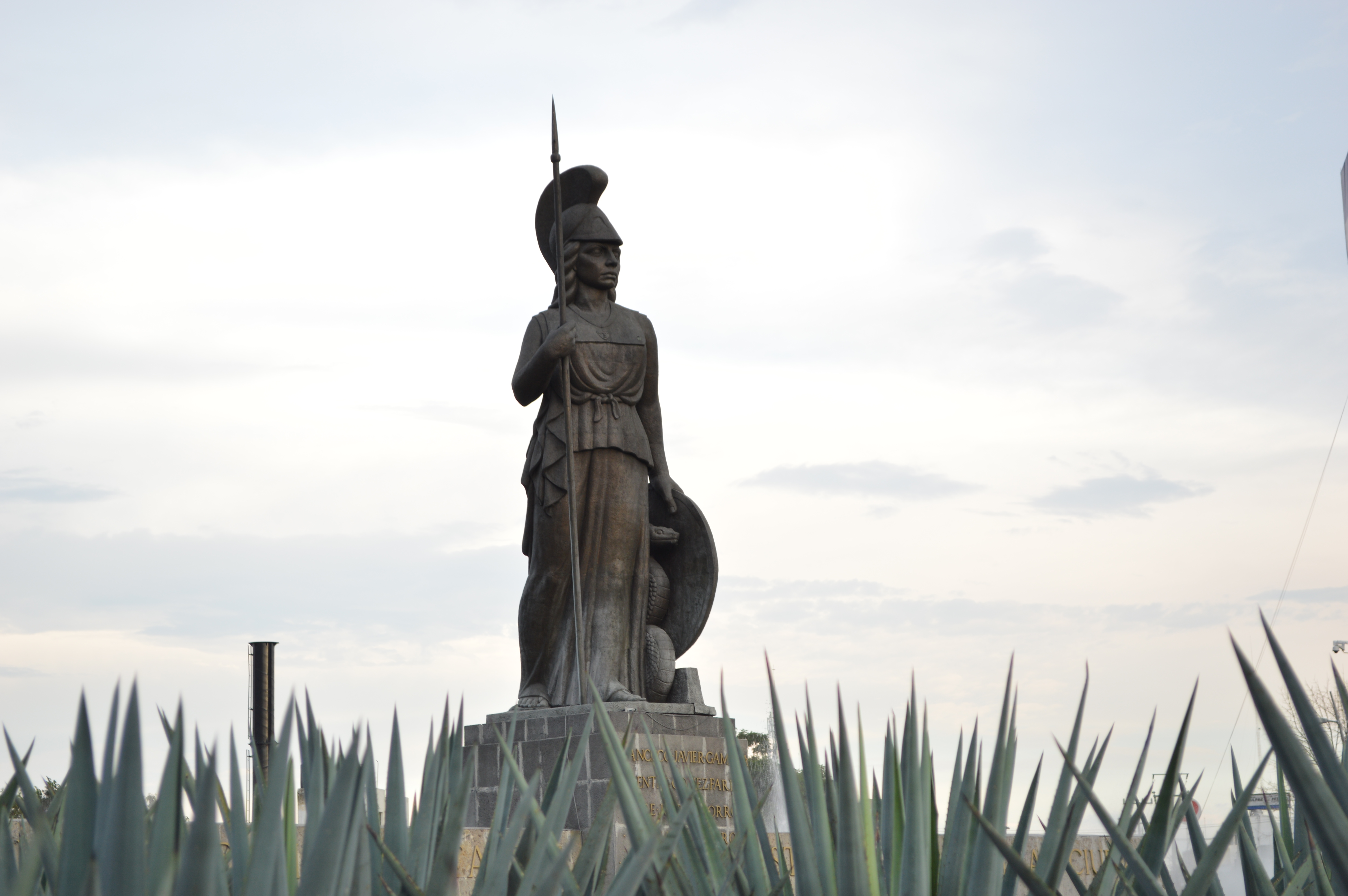
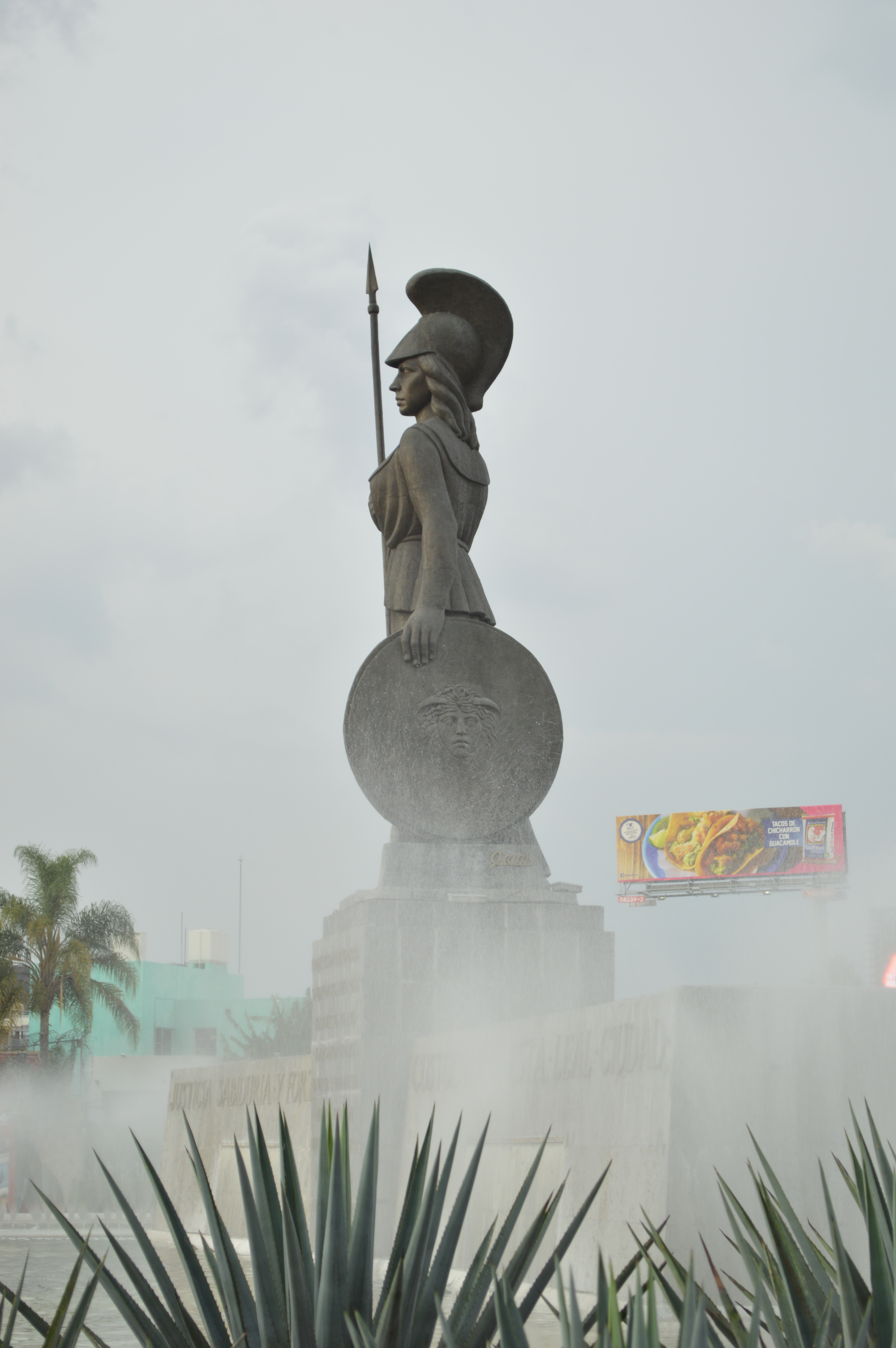
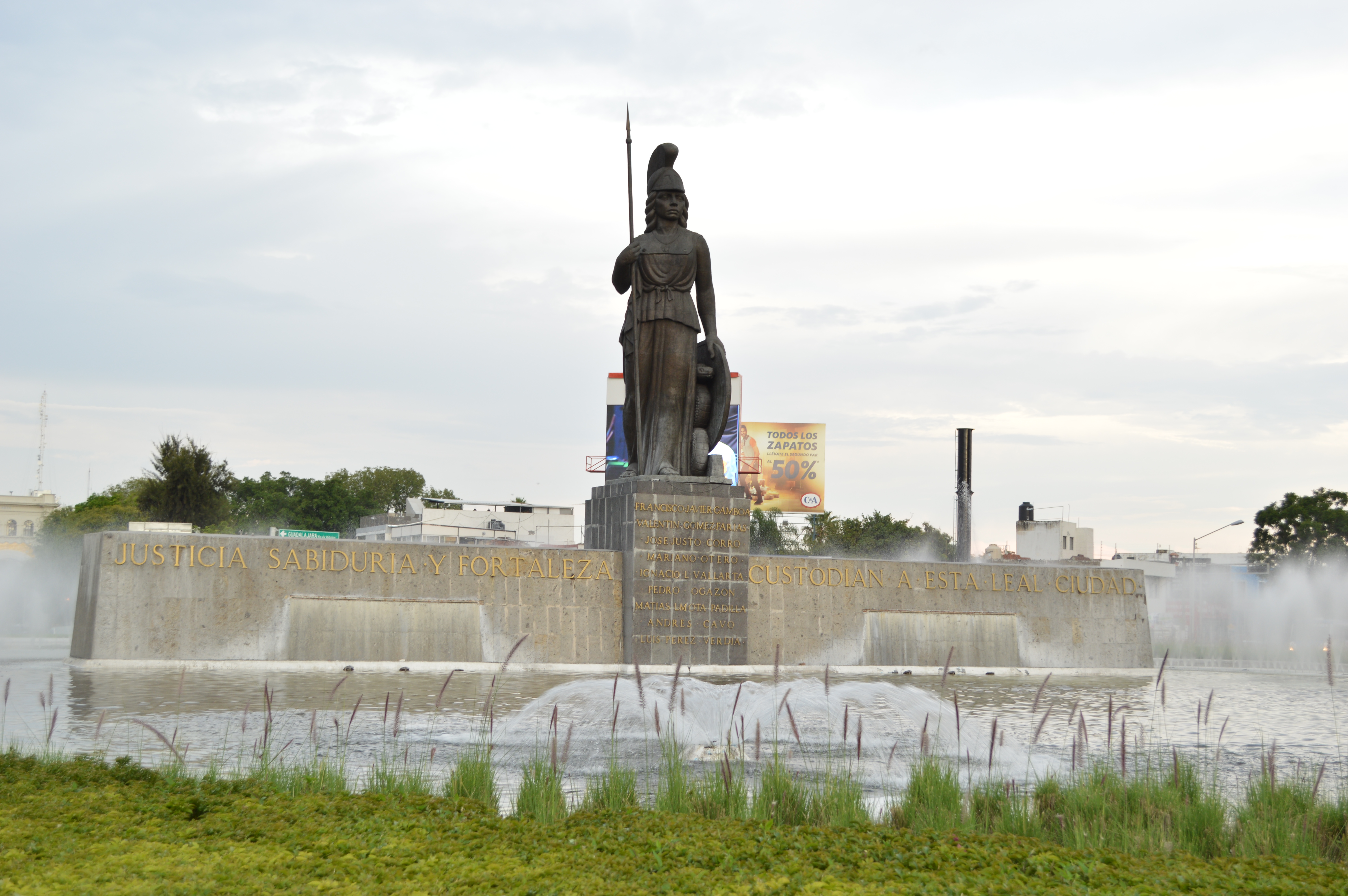
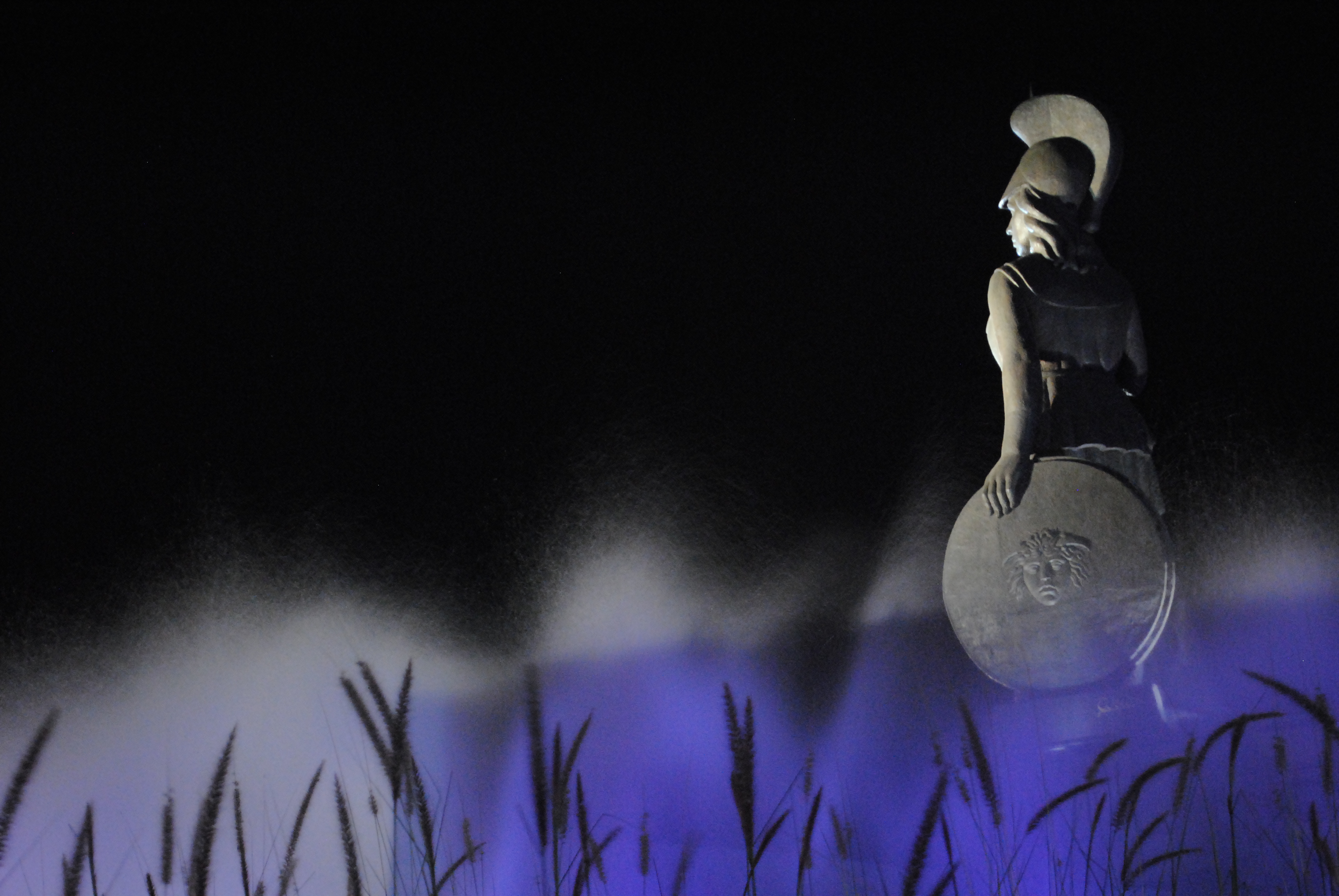

## Leírás
A szobor Guadalajara nyugati részén található, de mivel tőle még nyugatabbra Zapopan nagyváros fekszik, ezért szinte az agglomeráció középpontjában áll. A körtéren, ahol a Minerva-szobrot felállították, hat fontos út fut össze: az Avenida Vallarta két szakasza, a Diagonal Golfo de Cortés, az Avenida Circumvalación Agustín Yáñez, az Avenida Adolfo López Mateos Sur és az Avenida Adolfo López Mateos Norte. Az alkotást egy 74 méter átmérőjű, kör alakú, kívül növényekkel, virágokkal beültetett tér veszi körül, ebben egy nagy szökőkútmedence található, és ebben áll a 3 méter magas talapzaton elhelyezkedő, 8 méter magasságú bronzszobor, amely az ókori római istennőt, Minervát ábrázolja, azonban indiános jellegű arcvonásokkal. A talapzatra egy összesen 397 betűből álló, 18 arannyal írt nevet is tartalmazó feliratot írtak, amely a következő mondattal kezdődik: „Justicia, Sabiduría y Fortaleza, custodian a esta leal Ciudad”, azaz „Igazság, bölcsesség és erő védelmezi ezt a hűséges várost”.